# Jan van Leeuwen (informaticus)
Jan van Leeuwen (Waddinxveen, 1946) is een Nederlandse informaticus en emeritus hoogleraar aan het Departement Informatica van de Universiteit Utrecht.

## Wetenschappelijke loopbaan
Van Leeuwen voltooide zijn studie wiskunde aan de Universiteit Utrecht in 1969, en ontving een Ph.D. in de wiskunde in 1972 aan deze universiteit onder de supervisie van Dirk van Dalen. Na postdoctorale studies aan de University of California, Berkeley en facultaire posities aan de  State University of New York at Buffalo en de Pennsylvania State University, keerde hij terug naar Utrecht in 1977, eerst als lector en daarna als eerste hoogleraar informatica aan deze universiteit. Hij was hoofd van zijn departement van 1977 tot 1983, en opnieuw van 1991 tot 1994, decaan van de toenmalige Faculteit Wiskunde en Informatica van 1994 tot 2005, en vervolgens vice-decaan Natuurwetenschappen van de in 2005 opgerichte Faculteit Betawetenschappen van 2005 tot 2008. 
Van Leeuwen was lange tijd een ISI-gecertificeerde onderzoeker. Sinds 1992 is hij lid van het Koninklijke Hollandsche Maatschappij der Wetenschappen, en in 2006 werd hij verkozen tot de Academia Europaea. In 2008 ontving hij een eredoctoraat in de Natuurwetenschappen van de  RWTH Aachen Universiteit. In 2009 werd hij benoemd tot Officier in de Orde van Oranje Nassau. In 2013 ontving hij de ACM Distinguished Service Award. Onder zijn promovendi bevinden zich hoogleraar informatica en algoritmen-onderzoeker Hans Bodlaender en oud-hoogleraar informatica en game software developer Mark Overmars.
Eind 2011 is Jan van Leeuwen met emeritaat gegaan. Op 20 december 2011 hield hij een afscheidsrede getiteld "Digitale en andere werkelijkheden" in de aula van het Academiegebouw aan het Domplein, Utrecht.
Zijn zoon, Erik Jan van Leeuwen, is ook een academisch computerwetenschapper. Na postdoctorale aanstellingen in Bergen (Noorwegen), Rome, en aan het Max-Planck-Institut für Informatik te Saarbrücken, is Erik Jan van Leeuwen thans werkzaam als universitair docent in de Informatica aan de Universiteit Utrecht. Hij heeft samen met zijn vader diverse papers geschreven op het gebied van de algoritmische systemen.

## Publicaties
- Handbook of Theoretical Computer Science, Vol A: Algorithms and Complexity, Elsevier Science Publ/MIT Press, 1990 (1004 pagina's).[9]
- Handbook of Theoretical Computer Science, Vol B: Formal Models and Semantics, Elsevier Science Publ/MIT Press, 1990 (1280 pagina's).[9]
- Computer Science Today, Lecture Notes in Computer Science Vol 1000, special anniversary volume, Springer-Verlag, 1995 (641 pagina's).
- Alan Turing: his Work and Impact (red. met S. Barry Cooper), Elsevier, 2013, een speciale uitgave van het verzameld werk van Alan Turing.

Verder heeft Jan van Leeuwen meer dan 150 wetenschappelijke artikelen geschreven, over het ontwerp en de analyse van computer algoritmen, over open problemen in de computationele complexiteitstheorie en over de filosofie van de informatica. Zijn werk heeft ook aandacht gekregen in het NRC Handelsblad.